# Miriam Pilco Deza
Miriam Pilco Deza (Chepén, 3 de noviembre de 1940-Trujillo, 18 de mayo de 2018) fue una política, abogada y catedrática peruana.

## Primeros años
Miriam Pilco nació en Chepén el 3 de noviembre de 1940. Estudió Educación y Derecho, ejerció la docencia en la Universidad Inca Garcilaso de la Vega en Lima y luego en el Colegio Nacional San Juan de Trujillo. Se casó con Eliseo Taboada Veneros con el que tuvo tres hijos, Rocío Taboada Pilco, Giammpol Taboada Pilco y Patricia Taboada Pilco.

## Vida política
En octubre de 1986 se postuló a alcaldesa por el Partido Aprista Peruano, ganando las elecciones y convirtiéndose en la primera mujer en ser elegida como autoridad en el departamento de La Libertad. Además fue gracias a esto que empezó a ser conocida como Dama de Hierro por sus simpatizantes.

## Muerte y legado
Falleció la madrugada del 18 de mayo de 2018 de un paro cardíaco en Trujillo. Luego de esto el entonces alcalde Elidio Espinoza, lamentó lo sucedido y resaltó su lealtad al partido de la estrella. Además el expresidente del Perú y entonces líder del Partido Aprista Peruano, Alan García escribió en su cuenta de Twitter lamentando lo sucedido. Por su parte, la Municipalidad Provincial de Trujillo, en sus redes sociales, brindó las condolencias. En el siguiente día de su deceso, a las 3 de la tarde se hizo una misa, luego a las 4 recibió un homenaje en la Beneficencia Pública de Trujillo y Municipalidad Provincial de Trujillo para luego dirigirse a la Casa del Pueblo trujillana para otro homenaje con sus partidarios políticos. Posteriormente fue enterrada en el Cementerio General de Miraflores de la ciudad.
En el 2020 los militantes apristas colocaron en homenaje a ella un retrato en el Aula Magna de la Casa del Pueblo en Trujillo durante la víspera del día de la Fraternidad.